# Qāzyātān
Qāzyātān (persiska: قازياتان, غَزيَتَن, قازيتون, قَزيّاتان, غار ياتان) är en ort i Iran.   Den ligger i provinsen Hamadan, i den nordvästra delen av landet, 230 km väster om huvudstaden Teheran. Qāzyātān ligger 1 846 meter över havet och antalet invånare är 160.
Terrängen runt Qāzyātān är platt åt sydost, men åt nordväst är den kuperad. Runt Qāzyātān är det ganska glesbefolkat, med 47 invånare per kvadratkilometer. Närmaste större samhälle är Razan, 11,0 km nordost om Qāzyātān. Trakten runt Qāzyātān består i huvudsak av gräsmarker.